# Armin Eichholz
Armin Eichholz (ur. 21 maja 1964 w Duisburgu) – niemiecki wioślarz, dwukrotny medalista olimpijski.
Urodził się w RFN i do zjednoczenia Niemiec startował w barwach tego kraju. Oba medale zdobył jako członek ósemki. W Seulu sięgnął po złoto, cztery lata później – już jako reprezentant zjednoczonych Niemiec – zajął trzecie miejsce. 
Ukończył studia inżynierskie.